# احتجاجات كاتالونيا 2019
احتجاجات اكاتالونيا 2019 هي احتجاجات مستمرة اندلعت بعد حكم المحكمة العليا الإسبانية على تسع من قادة استقلال كاتالونيا في محاكمة 2019، والذين أدينوا بالتحريض على الفتنة وغيرها من الجرائم ضد أمن الدولة الإسباني والمتمثلة في دورهم في تنظيم استفتاء الاستقلال الكاتالوني لعام 2017.

## تاريخ
تتمتع مجموعة كاتالونيا الإسبانية المتمتعة بالحكم الذاتي بحركة استقلال طويلة الأمد، والتي تسعى إلى جعل كاتالونيا جمهورية ذات سيادة مستقلة، وبالتالي الانفصال عن المملكة الإسبانية. أدى استفتاء تقرير المصير الكاتالوني لعام 2014 الغير الملزم إلى انتصار مؤيدي الاستقلال الكاتالوني (وإن كان بنسبة مشاركة بلغت ٪37)، مما شجع السلطات الكاتالونية على إجراء الاستفتاء على استقلال كاتالونيا عام 2017|استفتاء استقلال كتالونيا 2017، والذي اعتبروه ملزماً وسيؤدي إلى استقلال كاتالونيا.
لكن الحكومة الإسبانية، برئاسة ماريانو راخوي، رأت ذلك كعملية انفصالية غير قانونية وناشدت المحكمة العليا الإسبانية منع الاستفتاء وهو ما استجابت له المحكمة العليا مصدرة أمرا لكاتالونيا بإلغاء الاستفتاء.
لكن الحكومة الكتلانية المتمتعة بالحكم الذاتي رفضت إجراء الاستفتاء على الرغم من الأمر التنفيذي للمحكمة العليا. فأطلقت الحكومة الإسبانية "عملية أنوبيس"، التي حاولت فيها منع الاستفتاء بالقوة من خلال البحث في مراكز الاقتراع، ومنع طباعة ونشر الوثائق الانتخابية عن طريق إزالة المواقع التي تدافع عن المعلومات أو توفرها للاستفتاء ومقاضاة منظميها. ومع ذلك، قاومت الحكومة الكاتالونية عملية الشرطة ونفذت الاستفتاء.
في نهاية يوم الاقتراع، أعلنت الحكومة الكتلانية أن الاستفتاء قد تم تنظيمه بنجاح وأن أكثر من ٪90 من الناخبين قد صوتوا لصالح الاستقلال بنسبة إقبال بلغت ٪43. بعد تسعة أيام، نقلاً عن نتيجة الاستفتاء، صوت برلمان كتالونيا ونشر إعلان استقلال البلاد، الذي أعلن قيام جمهورية كاتالونيا المستقلة. لكن الإعلان تناقض مباشرة مع المادة 115 من الدستور الإسباني، وكذلك مع أوامر المحكمة العليا الإسبانية والحكومة الإسبانية. لذلك، أنهت الحكومة الإسبانية استقلال المنطقة وفرضت حكومة مباشرة على كاتالونيا، وسيطرة على جميع المؤسسات والبنية التحتية للحكومة المستقلة. ثم بدأت الحكومة الإسبانية وحزب فوكس اليميني المتطرف إجراءات ضد العديد من قادة المنطقة المتمتعة بالحكم الذاتي وكذلك ضد منظمي الاستفتاء. وقد مثلوا أمام المحكمة العليا الإسبانية كجزء من محاكمة قادة استقلال كاتالونيا الشهيرة.
في 14 أكتوبر 2019، حُكم على تسعة من قادة الاستقلال الكاتالوني بالسجن لمدة تتراوح بين 9 و 13 سنة، وثلاثة آخرون بغرامة. بعد فترة وجيزة اندلعت احتجاجات معارضة لقرار المحكمة العليا.

## بداية الاحتجاجات
بدأت الاحتجاجات ضد إدانة قادة استقلال كاتالونيا في 14 أكتوبر في مطار برشلونة الدولي، بعد ساعات فقط من إعلان المحكمة العليا الإسبانية حكمها. في فترة ما بعد الظهر، تجمع الآلاف من المتظاهرين في المطار مما أجبر المطار على الإغلاق فعليًا. اندلعت الاشتباكات بين المتظاهرين والشرطة بعد أن بدأت الأخيرة في اعتقال المتظاهرين ومحاولة تفرقتهم بالعصي. طالبت الحكومة الكاتالونية بقيادة الانفصالي يواكيم تورا، بالعفو عن الزعماء المدانين ومحاولة جديدة لتحقيق استقلال كاتالونيا.
اندلعت الاصدامات بعنف، إذ قوبل عنف الشرطة لإنهاء الاحتجاجات برد فعل عنيف من قبل المتظاهرين، حيث أشعل بعض المتظاهرين النار في السيارات وألقوا القناني الحمضية على الضباط. لكن وكالة إنفاذ القانون الكاتالونية ""موسوس ديسكوادرا ""، التي اتُهمت سابقًا بمساعدة الحركة المؤيدة للاستقلال ردت بإطلاق الغاز المسيل للدموع على المحتجين. أدان رئيس استقلال البرلمان الكاتالوني حوادث العنف ودعا إلى احتجاجات سلمية ضد القرار. زادت الاحتجاجات مع خروج المزيد والمزيد من الكاتالونيين إلى الشوارع. حاول بعض المتظاهرين اقتحام المباني التابعة للحكومة الإسبانية واشتبكوا مع الشرطة. أعلنت الشرطة الإسبانية أنه تم اعتقال 51 متظاهراً.